# عليآباد (مقاطعة دورود)
عليآباد (بالفارسية: علی‌آباد) هي قرية تقع في قسم سيلاخور الريفي (مقاطعة دورود) في إيران. يقدر عدد سكانها بـ 12 نسمة .